# Vielank
Vielank est une municipalité allemande du land de Mecklembourg-Poméranie-Occidentale et l'arrondissement de Ludwigslust-Parchim. En 2013, elle comptait 1 304 hab.